# Lusanger

Localització de Lusanger

Lusanger (en bretó Luzevieg) és un municipi francès, situat a la regió de país del Loira, al departament de Loira Atlàntic, que històricament va formar part de la Bretanya. L'any 2006 tenia 1.000 habitants. Limita al nord amb Sion-les-Mines, al sud amb Jans, al nord-oest amb Mouais, a l'oest amb Derval i a l'est amb Saint-Vincent-des-Landes.

## Demografia
| Evolució de la població INSEE |      |      |      |      |      |      |      |      |
| 1793                          | 1800 | 1806 | 1821 | 1831 | 1836 | 1841 | 1846 | 1851 |
| -                             | -    | -    | -    | -    | 1064 | 1051 | 1069 | 1160 |

| 1856 | 1861 | 1866 | 1872 | 1876 | 1881 | 1886 | 1891 | 1896 |
| ---- | ---- | ---- | ---- | ---- | ---- | ---- | ---- | ---- |
| 1208 | 1400 | 1464 | 1426 | 1576 | 1644 | 1677 | 1705 | 1648 |

| 1901 | 1906 | 1911 | 1921 | 1926 | 1931 | 1936 | 1946 | 1954 |
| ---- | ---- | ---- | ---- | ---- | ---- | ---- | ---- | ---- |
| 1683 | 1669 | -    | -    | -    | -    | -    | -    | -    |

| 1962 | 1968 | 1975 | 1982 | 1990 | 1999 | 2006 | 2011 | 2016 |
| ---- | ---- | ---- | ---- | ---- | ---- | ---- | ---- | ---- |
| 977  | 1020 | 934  | 914  | 926  | 947  | -    | -    | -    |

| 2019 | - | - | - | - | - | - | - | - |
| ---- | - | - | - | - | - | - | - | - |
| -    | - | - | - | - | - | - | - | - |

## Administració
| Període   | Identitat       | Partit        |
| --------- | --------------- | ------------- |
| 1971-1983 | Léon Gauthier   |               |
| 1983-2001 | Pierre Garaud   |               |
| 2001-2008 | Bernard Bossard | Divers droite |
| 2008-     | Jean Gavaland   | Divers droite |